# Louis Périllier
Louis Périllier, né le 1er avril 1900 à Nîmes (Gard) et mort le 15 avril 1986 à Paris 5e, est un militaire, préfet et homme politique français. Il est député FGDS de l'Yonne de 1967 à 1968.

## Biographie
Issu d'une famille de commerçants de Nîmes, Louis Perillier fait ses classes au lycée de garçons de Nîmes. Il s'engage dans l'armée en 1918. Il intègre Saint-Cyr et se voit affecté à l'armée d'Afrique. Sous-lieutenant au 4e régiment de tirailleurs puis lieutenant au 4e régiment de zouaves, il passe l'essentiel des années 1920 en Tunisie. Instructeur à Saint-Cyr en 1929, il soutient une thèse de doctorat à la faculté de droit de Paris en 1932. 
Il fait partie de la délégation française du désarmement auprès de la Société des Nations en octobre 1932. Le capitaine Périllier poursuit ensuite une carrière préfectorale : secrétaire général de la préfecture des Hautes-Pyrénées à l'automne 1934, sous-préfet de Bagnères-de-Bigorre en janvier 1936, sous-préfet d'Orléansville en octobre 1938 et secrétaire général de la préfecture d'Alger en novembre 1940. 
Louis Périllier participe à la campagne de Tunisie, au sein du 1er régiment de tirailleurs. Il est nommé préfet-secrétaire général du commissariat à l'Intérieur d'Alger en juin 1943 puis préfet d'Alger le 1er juin 1944. Il est nommé préfet de la Moselle en mai 1947.
À partir de juin 1950, il occupe les fonctions de résident général de France en Tunisie. Sa volonté est de procéder à des modifications institutionnelles qui ouvriront la voie à l'autonomie interne. Il est à l'origine de la nomination de Salah Ben Youssef, secrétaire général du Néo-Destour, comme ministre de la Justice dans le second gouvernement Chenik, à l'été 1950. Malgré ces initiatives libérales, Louis Périllier n'envisage pour la Tunisie qu'un cheminement très progressif vers l'indépendance. Sa politique mécontente donc à la fois les colons français et les partisans de l'indépendance. Il est remplacé par le diplomate Jean de Hauteclocque en janvier 1952 et nommé préfet hors cadre.
Il intègre la Cour des comptes en qualité de conseiller-maître le 16 avril 1953. Il adhère peu après à l'Union démocratique et socialiste de la Résistance (UDSR), présidée par François Mitterrand, dont Périllier se rapproche. Directeur de cabinet du secrétaire d'État à l'Intérieur de septembre 1954 à février 1955, il est nommé préfet de la Haute-Garonne à l'automne 1955. Après l'investiture de Charles de Gaulle comme président du Conseil, Louis Périllier est l'un des rares préfets à connaître une mutation en forme de sanction puis réintègre la Cour des comptes, le 15 juillet 1958. Soutenu l'UDSR, il se présente aux élections législatives de 1958 dans la 1re circonscription de la Nièvre ; il est battu par le maire gaulliste de Nevers, Marius Durbet. 
En 1962, Louis Périllier rejoint le secteur privé comme délégué général du Syndical de l'industrie du sucre, et devient conseiller technique de la Chambre syndicale des raffineries du sucre en 1965. Il adhère à la Convention des institutions républicaines que fonde Mitterrand en juin 1964 et choisit de s'implanter dans l'Yonne. Louis Périllier y est élu maire de Ronchères en mars 1965. L'ancien préfet reçoit l'investiture de la Fédération de la gauche démocrate et socialiste pour la 1re circonscription de l'Yonne, à l'occasion des élections législatives de 1967. Il l'emporte sur Jean-Pierre Soisson grâce au retrait du candidat communiste pourtant arrivé devant lui au premier tour. Perillier est également élu conseiller général de Bléneau à l'automne 1967. Lors des élections législatives de 1968, il est battu par Soisson.
En 1967, il s'affirme citoyen du monde.
Candidat aux élections sénatoriales de 1983 pour représenter les Français établis hors de France, il n'est pas élu.
Il est grand officier de la Légion d'honneur et titulaire de la croix de guerre 1939-1945.

## Fonctions et mandats
Mandats locaux
- 1965 - 1971 : maire de Ronchères
- 1967 - 1973 : conseiller général du canton de Bléneau

Mandat parlementaire
- 12 mars 1967 - 30 mai 1968 : député de la 1re circonscription de l'Yonne

Autres
- 1947 - 1948 : préfet de la Moselle
- 13 juin 1950 - 13 janvier 1952 : résident général de France en Tunisie
- 1955 - 1958 : préfet de la Haute-Garonne
- 1984 - 1986 : dirigeant de l'Association démocratique des Français à l'étranger

## Publications
- Louis Périllier, Demain, le gouvernement mondial ?, Paris, Jean Grassin, 1974 (ISBN 978-2705508432).
- Louis Périllier, La patrie planétaire, Paris, Robert Laffont, 1976, 241 p. (ISBN 978-2221034576).
- Louis Périllier et Jean-Jacques Tur, Le mondialisme, Paris, Presses universitaires de France, coll. « Que sais-je ? », 1977, 126 p. (ISBN 978-2130350361).
- Louis Périllier, La conquête de l'indépendance tunisienne : souvenirs et témoignages, Paris, Robert Laffont, 1979, 303 p. (ISBN 978-2221034576).Prix maréchal-Louis-Hubert-Lyautey 1980 de l’Académie des sciences d'outre-mer